# Beggerow
Beggerow ist eine Gemeinde im Norden des im Jahr 2011 geschaffenen Landkreises Mecklenburgische Seenplatte im Bundesland Mecklenburg-Vorpommern. Die Gemeinde liegt südöstlich von Demmin im pommerschen Landesteil und gehört dem Amt Demmin-Land an, das seinen Verwaltungssitz in Demmin hat. Bis Ende Juni 2004 gehörte Beggerow zum Amt Borrentin.

## Geografie und Verkehr
Beggerow liegt etwa zehn Kilometer südlich von Demmin und fünfzehn Kilometer nordöstlich von Stavenhagen. Die Bundesstraße 194 verläuft westlich der Gemeinde. Durch das Gemeindegebiet fließt der Augraben.

## Ortsteile
| - Beggerow - Buschmühl - Gatschow | - Glendelin - Johannenhöhe - Kaslin |

## Geschichte
Beggerow

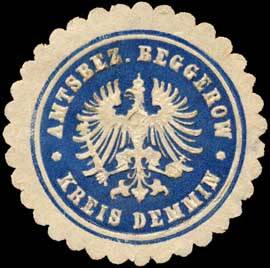
Siegelmarke des Amtsbezirkes Beggerow im preußischen Kreis Demmin

Beggerow wurde 1279 erstmals urkundlich erwähnt. Vom 13. bis zum 15. Jahrhundert gehörte das ritterschaftliche Gut der mecklenburgischen Familie von Voß. Ihr folgte die Familie von Podewils von 1495 bis 1849. Dann wurde es Walzengut, bis es in den 1920er Jahren aufgesiedelt wurde. Es wurden elf Höfe angesiedelt. Von 1874 bis 1945 war Beggerow ein preußischer Amtsbezirk im Landkreis Demmin und führte eine eigene Siegelmarke zur Versiegelung von Briefumschlägen und zur Kennzeichnung von schriftlicher Korrespondenz.

Buschmühl
Der Ort hatte eine alte Wassermühle, die nicht vom Augraben angetrieben wurde, sondern von einem gefällereicheren linken Zufluss (heute Gewässer L-100-D, Ostseite des Klenzer Mühlbachs, mit längerem Zufluss L-144-D). Diese Mühle gab dem Ort seinen Namen. Später wurde weiter flussabwärts der Einmündung und auf der anderen Seite des Augrabens die Leistenower Papiermühle errichtet. Das Gut Buschmühl gehörte früher der Familie von Walsleben, die auch das Gut Leistenow besaß. Es folgten die Familien von Bolte, von Heyden – 1825 bis 1945, dazwischen war kurzzeitig die Familie von Neumann-Cosel Eigentümer, weil sie zur weiblichen Linie derer von Heyden gehörte. Seit 1936 war dann Bogislaw von Heyden bis zur Bodenreform 1945 der Eigentümer des Gutes Leistenow. Die Güter Buschmühl und Gatschow waren die dazugehörigen Nebengüter.
Kaslin
Der Ursprung des kleinen Dorfes war die Ansiedlung von vier Neubauern durch Friedrich Wilhelm I. um 1732. Die Stämme für die neu errichteten Häuser kamen vom Kummerower See aus über die Peene. Der frühere Landesherr hatte das Land verwahrlosen lassen und wurde zur Strafe enteignet. Kaslin war Anfang der 1930er Jahre der Hauptwohnort der ehemaligen Gemeinde Kaslin. Nebenwohnort war das benachbarte Gehmkow. Kirchenrechtlich gehören beide Orte seit jeher zu Hohenbollentin. Verwaltet wurde die kleine Gemeinde vom preußischen Amtsbezirk Lindenberg und nicht – wie heute – von Demmin aus. Zusammen hatten beide Dörfer damals 313 Einwohner. Heute hat Kaslin ohne Gehmkow noch knapp 60 Einwohner.

## Wappen, Flagge, Dienstsiegel
Die Gemeinde verfügt über kein amtlich genehmigtes Hoheitszeichen, weder Wappen noch Flagge. Als Dienstsiegel wird das kleine Landessiegel mit dem Wappenbild des Landesteils Vorpommern geführt. Es zeigt einen aufgerichteten Greifen mit aufgeworfenem Schweif und der Umschrift „GEMEINDE BEGGEROW * LANDKREIS MECKLENBURGISCHE SEENPLATTE“.

## Sehenswürdigkeiten
- Naturdenkmal Kreidescholle Alt-Gatschow
- Kirche Beggerow: gotische Feldsteinkirche, Kern von um 1300, Zerstörung im Dreißigjährigen Krieg, Wiederaufbau 1737 mit dem flach gedeckten Kirchenschiff, dem dreiseitigen Chor-Abschluss und dem Westturm
- Windmühle Beggerow

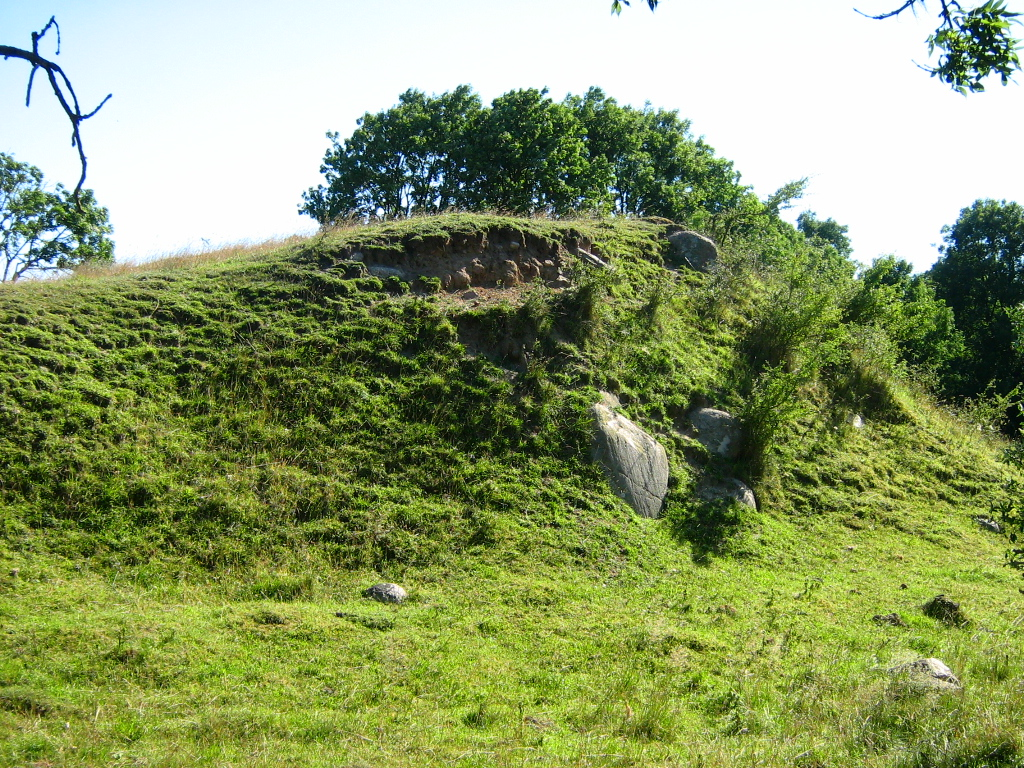
Os bei Gatschow
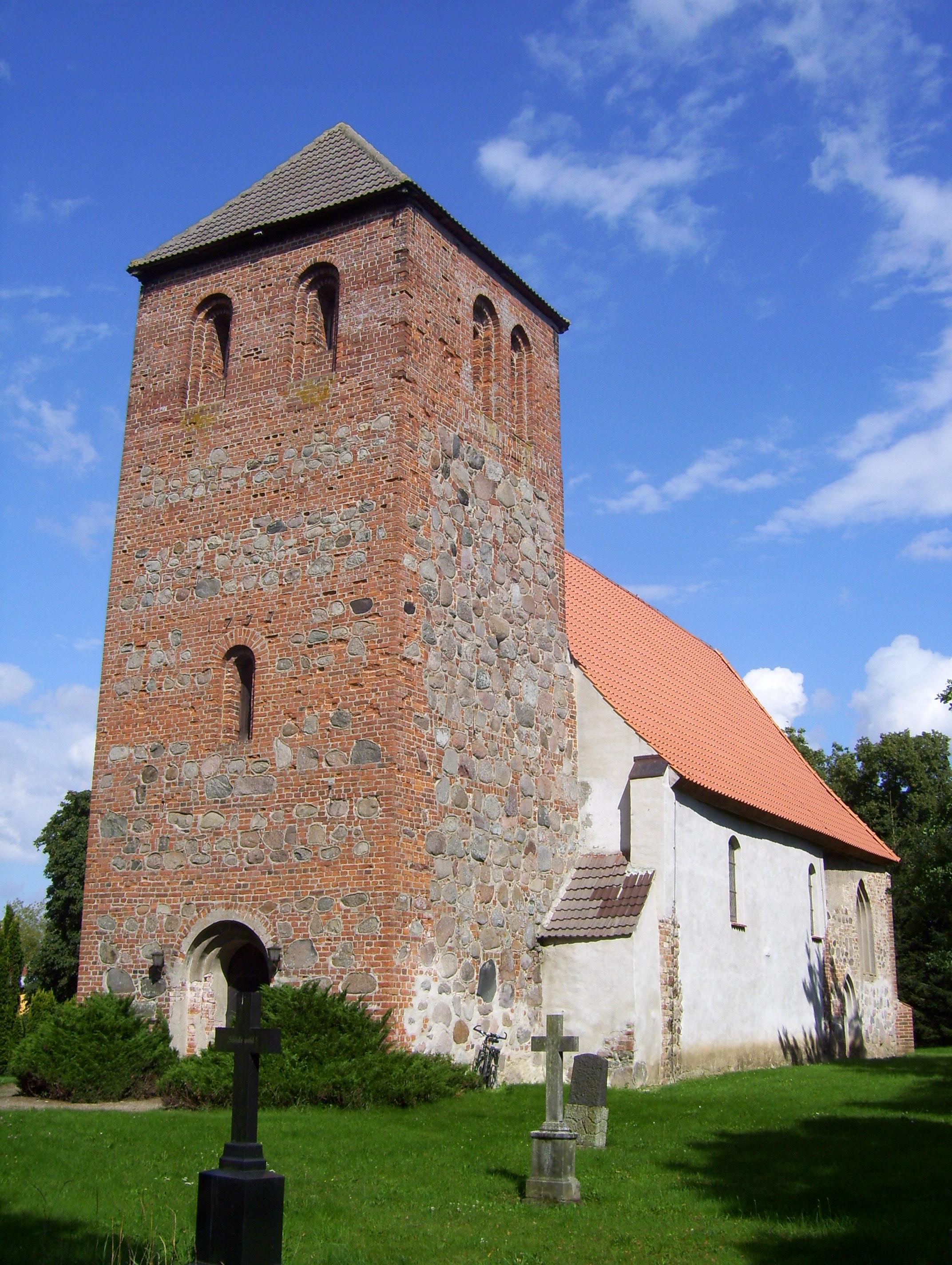
Kirche in Beggerow

## Söhne und Töchter (Auswahl)
- Adolf von Heyden (1847–1920), Politiker